# Jakob von Furtenbach
Jakob von Furtenbach (* 9. Februar 1663 in Leutkirch im Allgäu; † 20. September 1741 in Arbon, Kanton Thurgau) war ein deutscher Handelsherr sowie Mitgründer und Vorsteher der lutherischen Gemeinde in Genf.

## Leben
Er stammte aus der Linie Gwick, des weiterverzweigten schwäbischen Adelsgeschlecht Furtenbach. Seine Eltern waren der Bürgermeister von Leutkirch Paul von Furtenbach (1638–1723) und dessen erste Ehefrau Jakobina geb. Wachter. Der Leinwandhändler Jakob von Furtenbach ließ sich 1691, gefördert durch den Stadtrat, in Arbon nieder. Das Haus Furtenbach betrieb vor allem den Handel mit Frankreich, speziell Lyon. Furtenbach besaß in Arbon eine bedeutende Faktorei, disponierte Millionenbeträge, besaß mehrere eigene Schiffe und Ländereien in Venezuela. Des Weiteren gründete er in Genf die erste lutherische Gemeinde, deren ältester Vorsteher er auch war. Seine Leichenpredigt wurde 1741 zum Druck gegeben. Nach ihm leitete sein Sohn Johann Jakob von Furtenbach (1704–1748), der letzte männliche Spross der Linie Leutkirch, das Unternehmen. Dessen Tochter Maria Barbara heiratete ihren entfernten Verwandten Carl Wilhelm von Furtenbach (1725–1785), Administrator in Senior des Familien-Fideikommiss-Gutes Reichenschwand, welchen zusammen mit seinem Bruder in Arbon den Leinwandhandel weiter führte. 1789 ging das Handelsunternehmen Bankrott.

## Familie
Jakob von Furtenbach heiratete in erster Ehe 1696 Anna Barbara Frey, in zweiter Ehe 1712 Ursula Dorothea Klein, und in dritter Ehe 1714 Anna Margaretha Schöpperl. Seine Kinder waren:
1. Johann Jakob von Furtenbach († 1698)
2. Susanna von Furtenbach (* 1698), ⚭ 1713 Johann Jakob von Furtenbach, ⚭ 1720 Johann Caspar Wucherer aus Ulm
3. Jakobina von Furtenbach (* 1699), ⚭ 1721 Joseph Ulrich von Zoller, Bürgermeisterssohn aus Memmingen
4. Paul von Furtenbach († 1700)
5. Anna Barbara von Furtenbach (* 1700), ⚭ 1721 Georg Hieronymus von Zoller, Bürgermeisterssohn aus Memmingen
6. Johann Jakob von Furtenbach (1704–1748), ⚭ 1728 Regina von Furtenbach
7. Catharina Regina von Furtenbach (* 1707)

## Schriften
- Johann G. Enderlin: Der glücklich gethane Fund: Als ... Jakob von Furtenbach ... seine den 7. Novemb. Anno 1712 unverhofft gethane Ehe-Verlobnus mit ... Ursula Dorothea Kleinin des ... Daniel Kleinen ... Ehelichen Jungfrau Tochter den 10. darauff in Lindau vollzogen. 1712.
- Emanuel Christoph Klüpfel: Gedächtniss-Rede, welche nach dem seeligen Hintritt des ... Hn. Jacob von Furtenbach auf Hummelsburg, Aeltesten Vorstehers und Mitstiffters des in Genf aufgerichteten Evangelisch-Lutherischen Gottes-Diensts, in öffentlicher Versammlung daselbst den 16. Novemb. Ao. 1741. ... gehalten worden. Egg, 1741.